# پیروفسفات
پیروفسفات (به انگلیسی: Pyrophosphate) با فرمول شیمیایی P۲O۷۴− یک ترکیب شیمیایی با شناسه پاب‌کم ۶۴۴۱۰۲ است. 